# Odbojkaški klub Radnički Beograd
L'Odbojkaški klub Radnički Beograd è una società pallavolistica femminile serba, con sede a Belgrado: milita nella seconda divisione del campionato serbo, la Prva Liga.

## Storia
L'Odbojkaški Klub Radnički Beograd nasce nel 1946. Dopo quasi trent'anni di anonimato, sul finire degli anni settanta e all'inizio degli anni ottanta il club sale alla ribalta, aggiudicandosi tre volte il campionato jugoslavo e due volte la Coppa di Jugoslavia. Dopo un ventennio di scarsi risultati, nel 2001 arriva la vittoria della Coppa di Serbia e Montenegro, dopo la finale persa nella stagione precedente. Nella stagione 2011-12 il club prende parte alla Coppa CEV, prima, ed alla Challenge Cup, dopo, venendo eliminato in entrambe le competizioni ai sedicesimi di finale; in campionato si classifica al penultimo posto, retrocendo ai play-out contro l'Odbojkaški Klub Jedinstvo Stara Pazova.

## Rosa 2011-2012
| N° | Nome                  | Ruolo | Data di nascita  | Nazionalità sportiva |
| -- | --------------------- | ----- | ---------------- | -------------------- |
| 1  | Sonja Vasović         | S/O   | 19 marzo 1994    | Serbia               |
| 2  | Ivana Kostić          | C     | 25 aprile 1994   | Serbia               |
| 3  | Olivera Kostić        | S/O   | 9 dicembre 1991  | Serbia               |
| 4  | Milena Matić          | L     | 13 aprile 1992   | Serbia               |
| 5  | Tijana Acimović       | S     | 15 aprile 1993   | Serbia               |
| 6  | Aleksandra Jegdić     | L     | 9 ottobre 1994   | Serbia               |
| 7  | Jelena Raković        | P     | 10 gennaio 1993  | Serbia               |
| 8  | Nevena Katić          | P     | 29 dicembre 1992 | Serbia               |
| 10 | Milica Misojcić       | C     | 3 gennaio 1991   | Serbia               |
| 12 | Aleksandra Stepanović | L     | 1º febbraio 1994 | Serbia               |
| 13 | Ivana Radonjić        | S     | 2 ottobre 1991   | Serbia               |
| 14 | Nataša Savović        | S     | 11 febbraio 1994 | Serbia               |
| 15 | Tijana Mićević        | S/O   | 23 marzo 1994    | Serbia               |
| 18 | Katarina Simić        | S     | 14 febbraio 1994 | Serbia               |

## Palmarès
- Campionato jugoslavo: 3

1979-80, 1980-81, 1987-88
- Coppa di Jugoslavia: 2

1980, 1987
- Coppa di Serbia e Montenegro: 1

2001